# Kliemannsland

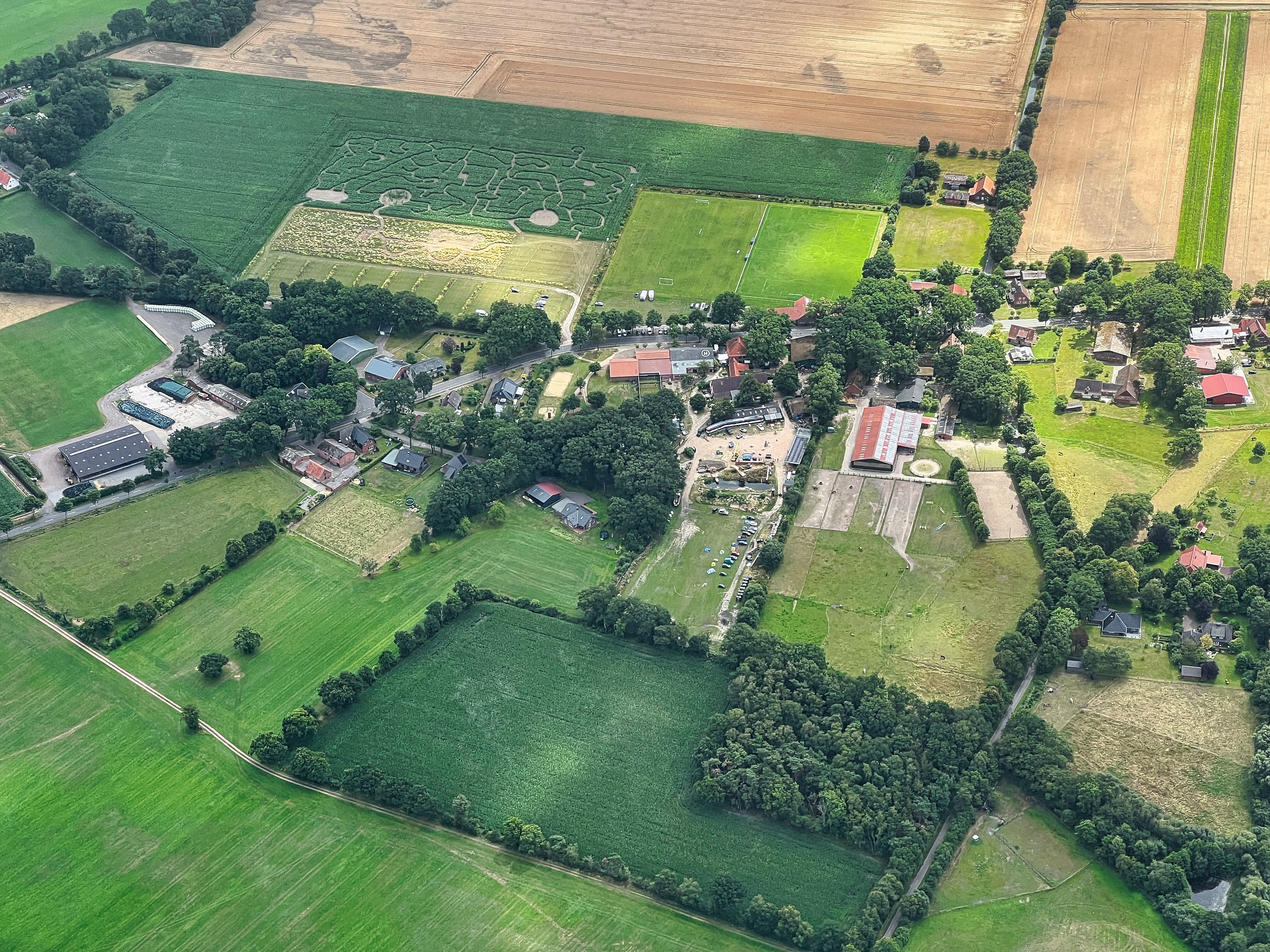
Luftbild von Rüspel mit Kliemannsland

Kliemannsland ist ein Kreativprojekt des YouTubers, Unternehmers und Musikers Fynn Kliemann im niedersächsischen Rüspel. Dessen Betriebskosten wurden bis 31. Juli 2020 durch Erlöse der für den NDR produzierten gleichnamigen Webserie von funk mitfinanziert. Zusammen mit den Geschäftsführern der TV-Produktionsfirma „Cineteam Hannover“ kaufte Kliemann 2016 einen Reiterhof in der Absicht, das Gelände in dem 250-Einwohner-Dorf Rüspel im Laufe der Zeit zu einem „Zentrum für Kreative“ umzubauen. Neben der Nutzung als Veranstaltungsort dient es auch der hauseigenen YouTube-Produktion. Betrieben wird das Kliemannsland von einer Kapitalgesellschaft mit Sitz in Elsdorf.

## Geschichte
Das Kliemannsland wurde 2016 von Fynn Kliemann als eine fiktive Monarchie mit ihm als „Heimwerkerkönig“ und laut den Machern der „erste, beste und freiste Interaktiv-Staat der Welt“ ausgerufen.
Im Sommer 2017 fand das Netzwerktreffen von Viva con Agua mit 500 Teilnehmern auf dem Gelände des Kliemannslandes statt.
In dem zum Hof gehörenden ehemaligen Dorfsaal fanden halböffentliche Club-Konzerte statt. Der Saal wird auch an Vereine des Dorfes vermietet. Es werden regelmäßige Veranstaltungen wie ein Weihnachtsmarkt und ein Flohmarkt organisiert. Das Kliemannsland verwendet eine Flagge mit seinem Logo.
Auf der Internetseite des Kliemannslands können Zuschauer einen „Bürgerausweis“ beantragen. Das Geschäftsmodell des Kliemannslands basiert auf der Mithilfe Freiwilliger, die sich über die Plattform „Fynnder“ anmelden können und unentgeltlich auf dem Areal verschiedene Aufgaben übernehmen. Die Suche nach Arbeitskräften, die unbezahlt nur für kostenlose Unterbringung und Verpflegung tätig sein sollten, führte im November 2020 zu Kritik.
Die Plattform dient auch der Organisation und Beteiligung der Fans („Bürger“) über Aktivitäten der Kliemannsland GmbH auf dem Gelände. Das Kliemannsland hatte 2019 etwa 55.000 „Bürger“. Eine wechselnde Zahl hauptamtliche Mitarbeiter der Kliemannsland GmbH bilden den Kern der Unternehmung.

## Betreibergesellschaft
Betrieben wird das Kliemannsland von der Kliemannsland GmbH, Elsdorf. Alleiniger Geschäftsführer war zu Beginn Kliemann und in Folge der Betrugsvorwürfe seit Juli 2022 Bastian Ohrtmann. Seit April 2023 ist Kliemann wieder selbst Geschäftsführer.
Anteile am Kliemannsland besitzen unter anderem die Agentur OnlineMarketingRockstars (OMR), der Inhaber von Karl’s Tourismus, die Mode-Influencerin Caro Daur, der TV-Moderator Joko Winterscheidt, die Moderatorin Ina Müller, der Co-Founder Jakob Berndt sowie die Influencerin Laura Kampf.
Im Zuge der Betrugsvorwürfe gegen Kliemann beendeten der Energieversorger EWE und die Organisation Viva con Agua ihrerseits die Kooperation mit dem Kliemannsland.
Seit Januar 2023 ist die betreffende Gesellschaft zu gleichen Teilen im Besitz der T.E.X.A.S. Holding GmbH, einem Unternehmen im Eigentum von Fynn Kliemann, sowie der Karls Investitions GmbH, die ihrerseits dem Unternehmer und Chef von Karls Erdbeerhöfen und Themenparks, Robert Dahl, gehört.

## Betätigungsfelder
Das Kliemannsland, ursprünglich ausschließlich als Produktionsstätte gedacht, unterhält inzwischen verschiedene Geschäftszweige. Während die Videoproduktion gänzlich in den Hintergrund gerückt ist, haben andere Felder an Bedeutung gewonnen. So werden ein Café („Zum Dübel“) und Merchandise-Shop unterhalten, sowie diverse Räumlichkeiten für Veranstaltungen vermietet, als auch eigene Veranstaltungen durchgeführt. Außerdem bietet das Kliemannsland Sonderbaulösungen, zumeist für Marketing und Events, an.

### Medienproduktion
Die Videos mit der Marke Kliemannsland erschienen zeitweise mindestens wöchentlich. Sie wurden von 2016 bis 2020 von den Miteigentümern cineteam hannover GmbH unter der Redaktion des NDR produziert. Ab 2020 werden die Videos in Eigenregie durch die Kliemannsland GmbH produziert. Die gleichnamige Gesellschaft betreibt seitdem auch den Hof.
Das funk-Format „Koch Ma!“ mit Zora Klipp wurde ebenfalls auf dem Gelände produziert. Es wurde im Dezember 2018 eingestellt.
Die Heimwerker-Show „Die Lieferung“ für das ZDF und das funk-Format „soundsof“ wurden in Zusammenarbeit mit der cineteam hannover GmbH im Jahr 2020 produziert.

## Parodie
Mit seinen Instagram-Stories für das ZDF Magazin Royale über das Böhmannsland parodierte Jan Böhmermann im Jahr 2022 das Kliemannsland.

## Medien-Auszeichnungen
- Webvideopreis Deutschland 2017 in der Kategorie „Lifestyle“[28]
- Studio Hamburg Nachwuchspreis 2017 in der Kategorie „Bestes Entertainment“[29]